# Грејнџер (Вашингтон)
Грејнџер (енгл. Granger) град је у америчкој савезној држави Вашингтон. По попису становништва из 2010. у њему је живело 3.246 становника.

## Историја
Грејнџер је основан 1902. године и добио је име по Валтеру Грејџеру, надзорнику Вашингтонске компаније за наводњавање који је такође извео градове 
Зилу и Санисајд. Грејнџер је званично инкорпориран 28. септембра 1909. године. Током 1910-их и 1920-их, град је имао неколико великих индустрија, укључујући компанију за плочице и цигле и млин за јабуковаче.
Раднички камп при Грејнџеровој фарми, који је отворен у мају 1941 двије миље сјеверно од града, постао је познат као Крупорт, раднички камп фарме у Вашингтону. Изграђен је од стране Управе за безбједност фарме за смјештај избјеглица, у почетку бијелих, а касније мексичких Американаца, који су доведени да раде у долини Јакима као резултат недостатка радне снаге у Другом свјетском рату. Камп је затворен крајем 1960-их.

## Географија
Према Бироу за попис становништва Сједињених Америчких Држава, град има укупну површину од 1,80 квадратних миља (4,66 km2), од чега је 1,79 квадратних миља (4,64 km2) земљиште и 0,01 квадратних миља (0,03 km2) је вода.

## Демографија
Према попису становништва из 2010. у граду је живело 3.246 становника, што је 716 (28,3%) становника више него 2000. године.
| Група             | 2000.         | 2010.         |
| Белци             | 332 (13,1%)   | 312 (9,6%)    |
| Афроамериканци    | 0 (0,0%)      | 14 (0,4%)     |
| Азијати           | 0 (0,0%)      | 15 (0,5%)     |
| Хиспаноамериканци | 2.164 (85,5%) | 2.862 (88,2%) |
| Укупно            | 2.530         | 3.246         |

## Умјетност
Постоје 32 модела диносауруса у природној величини изложених око града Грајнџер. Они су изграђени од скелета челичних шипки и жице која се затим пакује са цементном мјешавином. Идеја о коришћењу изложбе диносауруса за привлачење туриста први пут је предложена 1993. године, а први диносаурус - млади бронтосаурус у парку Хисеј - инсталиран је 1994. године.

## Медија
Грејнџер је дом огранка система библиотека долине Јакима који се налази у бившој католичкој цркви. Градски музеј је дијелио исту зграду све док нови објекат није отворен 2024. године.
Зграда латинске радио станице "Радио Кадена" или "Радио KDNA" налази се у граду Грејнџер, а први пут је изграђена 1979. године. То је била активистичка радио станица која је образовала пољопривредне раднике, заговарала организације пољопривредних радника и пружала програме на шпанском језику породицама које не говоре енглески. У 2008. години, изграђена је нова зграда станице.